# 抗血栓薬
抗血栓薬（こうけっせんやく、英: antithrombotic）とは、血栓の形成を抑える薬剤である。抗血栓薬は、危険な血栓（急性血栓）の予防（一次予防、二次予防）または治療のために用いられる。米国では、アメリカ胸部医学会が、さまざまな疾患の治療や予防のためにこれらの薬剤を使用する際の臨床ガイドラインを臨床医向けに発表している。

## 作用機序
抗血栓薬の種類によって、血液凝固過程に影響を与えるものが異なる。
- 抗血小板剤は、血小板の凝集を抑制する[3]。
- 抗凝固薬は、血液凝固カスケードのいずれかの段階を阻害して血液が固まるのを抑制する[4]。
- 血栓溶解薬は血栓が形成された後にそれを溶解する作用がある。